# سیستم ۲۰–۱۰ (الکتروانسفالوگرافی)

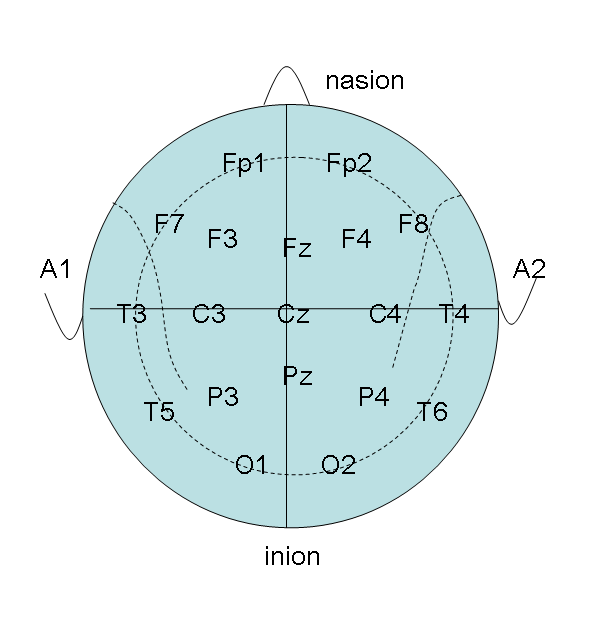
مکان الکترود ها در سیستم 10-20

سیستم ۲۰–۱۰ یک استاندارد بین‌المللی برای مکان‌های قرارگیری الکترودها در سطح سر، به هنگام ثبت مغزی الکتروانسفالوگرافی است.
عددهای ۱۰ و ۲۰ در نام این روش، بیانگر این موضوع هستند که فاصله بین دو الکترود متوالی، همواره برابر با ۱۰٪ یا ۲۰٪ اندازه فاصله جلو-عقب سر یا فاصله راست تا چپ سر است.
در این روش مکان هر الکترود با دو کاراکتر مشخص می‌شود.
کاراکتر نخست، که یک حرف انگلیسی است، بیانگر قسمتی از نواحی مغز است که الکترود روی آن قرار می‌گیرد و کاراکتر بعدی که یک عدد است، بیانگر نیم کره راست و چپ مغز است.